# Länsväg 177
De Zweedse weg 177 (Zweeds: Länsväg 177) is een provinciale weg in de provincie Värmlands län in Zweden en is circa 56 kilometer lang.

## Plaatsen langs de weg
- Årjäng
- Vännacka
- Koppom
- Åmotfors

## Knooppunten
- E18 en Länsväg 172: start gezamenlijk tracé, bij Årjäng (begin)
- Länsväg 172: einde gezamenlijk tracé, bij Vännacka
- Riksväg 61 bij Åmotfors (einde)